# مجلس التقييم المهني واللغوي
اختبار مجلس التقييم المهني واللغوي (بالإنجليزية: Professional and Linguistic Assessments Board)‏ يوفر المسار الرئيسي لخريجي الطب الدوليين لإثبات أن لديهم المهارات والمعرفة اللازمة لممارسة الطب في المملكة المتحدة. الأطباء الأجانب، من خارج المنطقة الاقتصادية الأوروبية وسويسرا، يحتاجون عادةً إلى اجتيازه قبل أن يتمكنوا من ممارسة الطب بشكل قانوني في المملكة المتحدة. يتم إجراؤه من قبل المجلس الطبي العام للمملكة المتحدة. صمم الاختبار لتقييم عمق المعرفة ومستوى المهارات الطبية ومهارات الاتصال التي يمتلكها خريجو الطب الدولي. يحدد مخطط الإختبار ما يتوقع من المرشحين إظهاره في الاختبار وما بعده.